# Acanthopetalum cycladicum
Acanthopetalum cycladicum är en mångfotingart som beskrevs av Karl Wilhelm Verhoeff 1901. Acanthopetalum cycladicum ingår i släktet Acanthopetalum och familjen Schizopetalidae. Inga underarter finns listade i Catalogue of Life.